# CamelPhat
CamelPhat ist ein britisches DJ- und Musikproduzenten-Duo bestehend aus Dave Whelan und Mike Di Scala.

## Geschichte
Die beiden DJs Whelan und Di Scala gründeten CamelPhat 2004. Ab 2010 veröffentlichten sie ihre ersten Singles über Vice Records, seit 2014 stehen sie bei Spinnin’ Records unter Vertrag. Zusammen mit dem Londoner DJ Elderbrook veröffentlichten sie am 16. Juni 2017 die Single Cola, welche sich in den britischen Singlecharts platzieren konnte. Bei den Grammy Awards 2018 war Cola in der Kategorie Best Dance Recording nominiert.

## Diskografie

### Studioalben
| Jahr | Titel       | Höchstplatzierung, Gesamtwochen, AuszeichnungChartsChartplatzierungen (Jahr, Titel, Platzierungen, Wochen, Auszeichnungen, Anmerkungen) | Anmerkungen                            |
| Jahr | Titel       | UK | Anmerkungen                            |
| ---- | ----------- | --- | -------------------------------------- |
| 2020 | Dark Matter | UK23 Gold · (5 Wo.)UK | Erstveröffentlichung: 30. Oktober 2020 |

### EPs
- 2010: Global (als Whelan & Di Scala)
- 2010: Made in Italy (als Whelan & Di Scala)
- 2010: Kill the VIP
- 2011: Vice Summer 2011 (als Shake n’ Jack)
- 2012: Watergate
- 2012: Outta Body
- 2014: One Hump or Two
- 2015: Art of Work
- 2015: Get Sick
- 2016: Higher
- 2016: Light Night
- 2017: Deets
- 2017: Hangin’ with Charlie
- 2017: Gypsy King
- 2017: Monsters
- 2017: House Dawgs
- 2017: Bang 2 Drum (mit Mat.Joe)
- 2017: Revisited
- 2019: Crystal Clear (mit Riva Starr)

### Singles
| Jahr | Titel Album             | Höchstplatzierung, Gesamtwochen, AuszeichnungChartplatzierungen (Jahr, Titel, Album, Platzierungen, Wochen, Auszeichnungen, Anmerkungen) | Höchstplatzierung, Gesamtwochen, AuszeichnungChartplatzierungen (Jahr, Titel, Album, Platzierungen, Wochen, Auszeichnungen, Anmerkungen) | Anmerkungen                                                           |
| Jahr | Titel Album             | DE | UK | Anmerkungen                                                           |
| ---- | ----------------------- | --- | --- | --------------------------------------------------------------------- |
| 2017 | Cola –                  | DE76 Gold · (9 Wo.)DE | UK18 ×3Dreifachplatin · (30 Wo.)UK | Erstveröffentlichung: 16. Juni 2017 mit Elderbrook                    |
| 2018 | Panic Room Dark Matter  | — | UK30 Platin · (18 Wo.)UK | Erstveröffentlichung: 29. März 2018 mit Au/Ra                         |
| 2018 | Breathe Dark Matter     | — | UK36 Platin · (11 Wo.)UK | Erstveröffentlichung: 16. November 2018 mit Christoph feat. Jem Cooke |
| 2019 | Be Someone Dark Matter  | — | UK58 Silber · (14 Wo.)UK | Erstveröffentlichung: 3. Juni 2019 mit Jake Bugg                      |
| 2019 | Rabbit Hole Dark Matter | — | UK81 Silber · (4 Wo.)UK | Erstveröffentlichung: 8. November 2019 mit Jem Cooke                  |
| 2020 | Hypercolour Dark Matter | — | UK77 (1 Wo.)UK | Erstveröffentlichung: 26. Juni 2020 mit Yannis & Foals                |

Weitere Singles
- 2006: Shot Away (als Pawn Shop)
- 2006: Love Comes Quickly (als Whelan & Di Scala)
- 2007: Teardrops (als Whelan & Di Scala feat. Nikki Belle)
- 2007: Sunset to Sunrise (als Whelan & Di Scala feat. Nikki Belle)
- 2008: Never Let Go (als Whelan & Di Scala)
- 2008: Berlin (als Whelan & Di Scala)
- 2008: Outta Time (als Whelan & Di Scala feat. Abigail Bailey)
- 2008: Discoshit (als Whelan & Di Scala)
- 2008: Sleepwalk (als Whelan & Di Scala)
- 2008: Waterfall (als Whelan & Di Scala mit Oliver Lang)
- 2008: Close My Eyes (als Whelan & Di Scala)
- 2008: Always on My Mind (als Wheels & Disco)
- 2008: Nu skool (als Shake n’ Jack)
- 2009: Good Times (als Wheels & Disco feat. Mighty Marvin)
- 2009: Curves n’ Corners (als Whelan & Di Scala)
- 2009: Virgil (als Whelan & Di Scala vs. Oliver Lang)
- 2009: Persil (als Whelan & Di Scala vs. Oliver Lang)
- 2009: Sun Shine Down (als Wheels & Disco feat. Mighty Marvin)
- 2009: Cuba (als Whelan & Di Scala)
- 2009: Breath Away (als Whelan & Di Scala feat. Abigail Bailey)
- 2010: Lexar (als Whelan & Di Scala)
- 2010: Achilles (als Whelan & Di Scala)
- 2010: Lose Control (als Mancini)
- 2010: Can You Dig It
- 2010: Nimbus (as Whelan & Di Scala)
- 2011: Girl on Girl
- 2012: The Fox (als Whelan & Di Scala)
- 2012: Rubin (as Whelan & Di Scala)
- 2012: Here I Come (als Whelan & Di Scala mit Sebastien Drums feat. Mitch Crown)
- 2013: Open Up Your Heart (als Whelan & Di Scala feat. Eden)
- 2013: Live for the Music (feat. Erire)
- 2013: Thanks for the Memories (als Whelan & Di Scala feat. Eden)
- 2013: Funky Express (als Whelan & Di Scala mit Sebastien Drums)
- 2014: Rest of Your Life (als Whelan & Di Scala feat. Matthew Sleeper)
- 2014: The Act
- 2014: Sun Comes Up (feat. Jaxxon)
- 2015: Paradigm (feat. A*M*E)
- 2015: Siren Song (feat. Eden)
- 2015: Constellations
- 2015: Get Sick
- 2016: Paths (mit Redondo)
- 2016: Trip
- 2016: It Is What It Is
- 2016: The Quad
- 2017: NYP2
- 2018: Bugged Out (mit Audio Bullys)
- 2018: Dopamine Machine (mit Ali Love)
- 2018: The Solution
- 2018: Drop It
- 2018: Accelerator (mit Solardo)
- 2019: Kona / Liberation (mit Alan Fitzpatrick)
- 2020: Freak (feat. Cari Golden)
- 2020: For a Feeling (mit Artbat feat. Rhodes)
- 2021: Critical (mit Green Velvet)
- 2021: Temperament of the Beat (mit Cari Golden)
- 2021: The Future (mit Rebūke)

## Auszeichnungen für Musikverkäufe
| Goldene Schallplatte - Belgien - 2018: für die Single Cola - Niederlande - 2018: für die Single Cola - Österreich - 2021: für die Single Cola - Polen - 2022: für die Single Panic Room - Portugal - 2020: für die Single Cola - Spanien - 2024: für die Single Cola - Vereinigte Staaten - 2020: für die Single Panic Room | Platin-Schallplatte - Frankreich - 2025: für die Single Cola - Italien - 2021: für die Single Cola 2× Platin-Schallplatte - Neuseeland - 2024: für die Single Cola - Polen - 2024: für die Single Cola 4× Platin-Schallplatte - Australien - 2023: für die Single Cola |

Anmerkung: Auszeichnungen in Ländern aus den Charttabellen bzw. Chartboxen sind in ebendiesen zu finden.
| Land/RegionAuszeichnungen für Musikverkäufe (Land/Region, Auszeichnungen, Verkäufe, Quellen) | Silber     | Gold     | Platin       | Verkäufe  | Quellen             |
| -------------------------------------------------------------------------------------------- | ---------- | -------- | ------------ | --------- | ------------------- |
| Australien (ARIA)                                                                            | —          | —        | 4× Platin4   | 280.000   | aria.com.au         |
| Belgien (BRMA)                                                                               | —          | Gold1    | —            | 15.000    | ultratop.be         |
| Deutschland (BVMI)                                                                           | —          | Gold1    | —            | 200.000   | musikindustrie.de   |
| Frankreich (SNEP)                                                                            | —          | —        | Platin1      | 200.000   | snepmusique.com     |
| Italien (FIMI)                                                                               | —          | —        | Platin1      | 70.000    | fimi.it             |
| Neuseeland (RMNZ)                                                                            | —          | —        | 2× Platin2   | 60.000    | radioscope.co.nz    |
| Niederlande (NVPI)                                                                           | —          | Gold1    | —            | 40.000    | nvpi.nl             |
| Österreich (IFPI)                                                                            | —          | Gold1    | —            | 15.000    | ifpi.at             |
| Polen (ZPAV)                                                                                 | —          | Gold1    | 2× Platin2   | 125.000   | olis.pl             |
| Portugal (AFP)                                                                               | —          | Gold1    | —            | 5.000     | Einzelnachweise     |
| Spanien (Promusicae)                                                                         | —          | Gold1    | —            | 30.000    | elportaldemusica.es |
| Vereinigte Staaten (RIAA)                                                                    | —          | Gold1    | —            | 500.000   | riaa.com            |
| Vereinigtes Königreich (BPI)                                                                 | 2× Silber2 | Gold1    | 5× Platin5   | 3.500.000 | bpi.co.uk           |
| Insgesamt                                                                                    | 2× Silber2 | 9× Gold9 | 15× Platin15 |           |                     |